# Galendromus longipilus
Galendromus longipilus är en spindeldjursart som först beskrevs av Nesbitt 1951.  Galendromus longipilus ingår i släktet Galendromus och familjen Phytoseiidae. Inga underarter finns listade i Catalogue of Life.